# 1296 Andree
Andree (asteróide 1296) é um asteróide da cintura principal com um diâmetro de 25,25 quilómetros, a 2,0774142 UA. Possui uma excentricidade de 0,1412067 e um período orbital de 1 374,17 dias (3,76 anos).
Andree tem uma velocidade orbital média de 19,15029684 km/s e uma inclinação de 4,10709º.
Esse asteróide foi descoberto em 25 de Novembro de 1933 por Louis Boyer.